# Coactivateur

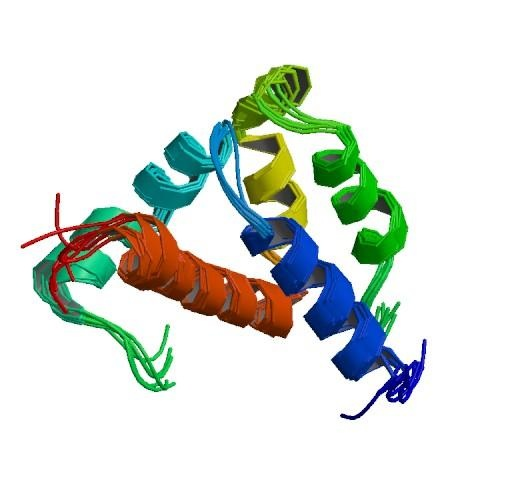
Représentation 3D de la protéine NCo3 (Nuclear receptor coactivator 3), un coactivateur de la transcription.

Un coactivateur est une protéine qui se lie à un activateur (facteur de transcription), lequel est une protéine de liaison à l'ADN ; le coactivateur lui-même ne peut se lier directement à l'ADN,,. Il peut favoriser le démarrage de la transcription en stabilisant la formation de l'holoenzyme d'ARN polymérase en permettant de quitter plus rapidement le promoteur. La coactivation peut également contrôler d'autres étapes de la transcription, comme l'élongation, l'épissage de l'ARN, ainsi que l'élimination du complexe coactivateur-activateur.
Certains coactivateurs possèdent une activité histone acétyltransférase (HAT), qui catalyse l'acétylation des histones et conduit la chromatine à se relâcher, ce qui facilite l'accès à certaines régions d'ADN. La famille de coactivateurs p300-CBP (en) en est un exemple. Un grand nombre d'autres activités enzymatiques ont été observées sur les quelque 300 coactivateurs de récepteurs nucléaires. Les plus connus d'entre eux sont les SRC-1 (en), SRC-2 (en) et SRC-3.
Les coactivateurs interviennent sous forme de complexes de haut poids moléculaire formés de 6 à 10 coactivateurs et protéines associées (appelées co-coactivateurs).